# テヘイヴァリイ・ルディヴィオン
テヘイヴァリイ・ルディヴィオン（フランス語: Teheivarii Ludivion、1989年7月1日 - ）は、タヒチ・ディビジョン・フェデレールのASテファナに所属するタヒチのサッカー選手。ポジションはDFで、タヒチ代表。

## 代表歴
代表としては2010年の海外領土サッカーカップで初出場を果たした。その後、OFCネイションズカップ2012の優勝メンバーの一人となり、代表に定着した。2013年6月23日のFIFAコンフェデレーションズカップ2013ウルグアイ代表戦では、二枚のイエローカードを宣告され退場処分となった。

## 個人成績

### 代表
| タヒチ代表 | タヒチ代表 | タヒチ代表 |
| 年         | 出場       | 得点       |
| ---------- | ---------- | ---------- |
| 2010       | 3          | 0          |
| 2011       | 7          | 1          |
| 2012       | 7          | 0          |
| 2013       | 4          | 0          |
| 計         | 21         | 1          |

| # | 日附         | 場所                         | 対戦相手 | 得点 | 結果 | 大会                     |
| - | ------------ | ---------------------------- | -------- | ---- | ---- | ------------------------ |
| 1 | 2011年9月5日 | ブーラリ・ベイスタッド・ベワ | キリバス | 9–1  | 17–1 | パシフィックゲームズ2011 |

## タイトル
- OFCネイションズカップ: 2012